# محوطه آوند گلو
محوطه آوند گلو مربوط به دوره صفوی - دوره قاجار است و در شهرستان رودسر، بخش رحیم‌آباد، روستای لسبو واقع شده و این اثر در تاریخ ۲۷ بهمن ۱۳۸۲ با شمارهٔ ثبت ۱۰۹۹۷ به‌عنوان یکی از آثار ملی ایران به ثبت رسیده است.